# حجم آتش
حجم آتش، میزان و توان شلیک و آتشباری با گلوله و دیگر پرتابه‌ها توسط یک فرد یا یگان نظامی به سوی دشمن است.
حجم آتش را قدرت شلیک، قدرت آتش و قدرت تیراندازی نیز نامیده‌اند.
حجم آتش را نباید با نواخت تیر (نرخ آتش) اشتباه گرفت. نواخت تیر، سرعتی است که یک سلاح یا توپخانه می‌تواند با آن سرعت شلیک کند.
مفهوم حجم آتش به عنوان یکی از مفاهیم بنیادین دانش جنگاوری تدریس می‌شود. برپایه این مفهوم، اگر یک دسته نظامی از حجم آتش بالا و لازم برخوردار باشد، دشمن رو به نابودی رفته یا تمایل خود برای نبرد را از دست می‌دهد.